# Mius
Der Mius (ukrainisch Міус, russisch Миус) ist ein Fluss in der Ukraine und in Russland.

## Verlauf
Die Quelle des Mius liegt auf dem Donezrücken, einem durch das Donezbecken verlaufenden Höhenzug, in der Oblast Luhansk nahe der Grenze zur Oblast Donezk, etwa zwölf Kilometer südöstlich der Stadt Debalzewe bei der Ansiedlung Mius. Er fließt dann zunächst in südöstlicher Richtung, wobei er die Grenze zwischen den beiden Oblasten markiert, dann wieder einige Kilometer durch die Oblast Luhansk, wo er sich südlich der Stadt Krasnyj Lutsch nach Süden wendet. Nach nochmaligem Durchfließen des äußersten Ostens der Oblast Donezk erreicht der Fluss die russische Oblast Rostow, in welcher der größte Teil des Flusslaufes liegt.
Er mündet schließlich wenige Kilometer nordwestlich von Taganrog in den gut 30 Kilometer langen Mius-Liman des Asowschen Meeres.

## Geschichte
Im Zweiten Weltkrieg verlief entlang des Mius eine Verteidigungslinie der deutschen Wehrmacht, an der die Truppen der Roten Armee während ihrer Gegenoffensive in der Schlacht um Rostow Ende 1941 und erneut während der Donez-Mius-Offensive im Sommer 1943 gestoppt werden konnten.